# Badminton nos Jogos Olímpicos de Verão da Juventude de 2010
As competições de badminton nos Jogos Olímpicos de Verão da Juventude de 2010 foram disputadas entre 15 e 19 de agosto no Estádio Indoor de Singapura, em Singapura. Foram  realizados dois eventos, um masculino e outro feminino. No máximo quatro atletas (dois rapazes e duas moças) por CON estavam aptos a classificação, através de Campeonatos Continentais Juvenis.

## Eventos
- Simples feminino
- Simples masculino

## Calendário
| Agosto    | 14 | 15 | 16 | 17 | 18 | 19 | 20 | 21 | 22 | 23 | 24 | 25 | 26 |
| --------- | -- | -- | -- | -- | -- | -- | -- | -- | -- | -- | -- | -- | -- |
| Badminton |    |    |    |    |    | 2  |    |    |    |    |    |    |    |

|  | Dia de competição |  | Dia de final |

## Medalhistas
| Evento                     | Ouro                                  | Prata                   | Bronze                         |
| -------------------------- | ------------------------------------- | ----------------------- | ------------------------------ |
| Simples feminino detalhes  | Sapsiree Taerattanachai THA Tailândia | Deng Xuan CHN China     | Vũ Thị Trang VIE Vietnã        |
| Simples masculino detalhes | Pisit Poodchalat THA Tailândia        | Prannoy Kumar IND Índia | Kang Ji-wook KOR Coreia do Sul |

## Quadro de medalhas
| Ordem | País              | Medalha de ouro | Medalha de prata | Medalha de bronze |   |
| ----- | ----------------- | --------------- | ---------------- | ----------------- | - |
| 1     | THA Tailândia     | 2               |                  |                   | 2 |
| 2     | CHN China         |                 | 1                |                   | 1 |
|       | IND Índia         |                 | 1                |                   | 1 |
| 4     | KOR Coreia do Sul |                 |                  | 1                 | 1 |
|       | VIE Vietnã        |                 |                  | 1                 | 1 |
| TOTAL | TOTAL             | 2               | 2                | 2                 | 6 |